# X-248
X-248(A) – amerykański silnik rakietowy na stały materiał pędny. Używany wyłącznie w członach Altair 1 i Caleb-2. Został użyty około 51 razy.
Ulepszona wersja silnika nosiła oznaczenie X-248A. Używana była w latach od 1960 do 1964, w liczbie 24 sztuk, jako człon Altair 1A.